# Ongelukkige triade
De ongelukkige triade (vaak wordt de Engelse term unhappy triad gebruikt) is een combinatie van letsels aan de knie, die vaak optreedt bij contactsporten zoals rugby. Het klassieke mechanisme van deze aandoening is een kracht die lateraal (vanaf de zijkant) op de knie inwerkt terwijl de voet gefixeerd op de grond staat. 
Structuren die aangedaan zijn bij een ongelukkige triade zijn:
- mediale meniscus
- mediale collaterale ligament (gescheurd)
- voorste kruisband (gescheurd)